# Häxfeber (musikgrupp)
Häxfeber var en svensk rockgrupp som bildades 1976 i Göteborg.
Häxfeber var den enda egentliga rockgrupp som uppstod i Sverige ur 1970-talets kvinnorörelse. Gruppen spelade bluesbaserad rockbeat och deras texter var tydligt feministiska. År 1980 utgavs LP:n Häxfeber (MNW 105P).
På skivan medverkade Lisa Andersson, Katharina Brette, Mary Eisikovits, Karin Fält, Mimie Hedström, Birgitta Larsson, Marie-Louise Nilebrink och Margareta Ohlsson. Anne Robertsson hade lämnat gruppen innan skivutgivningen. Efter att Häxfeber upplösts i början av 1980-talet bildade några av medlemmarna New Wave-bandet Collapse.

## Diskografi
- 1980 – Häxfeber

### Fotnoter
1. 1 2  Mia Gerdin: Varför har tjejer så tunna röster?, Om kvinnorörelsens musik, i "Kvinnors musik" (red. Eva Öhrström m.fl.), Utbildningsradion 1989, ISBN 91-26-89810-1, sid.107.
2. 1 2 3  Katharina Brette-Kromsten: Tjejband, i "Kvinnors musik" (red. Eva Öhrström m.fl.), Utbildningsradion 1989, ISBN 91-26-89810-1, sid.128ff.
3. 1 2  ”Häxfeber”. Discogs.com. http://www.discogs.com/H%C3%A4xfeber-H%C3%A4xfeber/release/3589729. Läst 12 september 2012.